# 1951 en Lorraine
Chronologie de la Lorraine
- 1947
- 1948
- 1949
- 1950
- 1951
- 1952
- 1953
- 1954
- 1955

Cette page est une liste d'événements qui se sont produits durant l'année 1951 en Lorraine.

## Éléments de contexte
- Fondation de la Communauté européenne du charbon et de l'acier[1].

## Événements

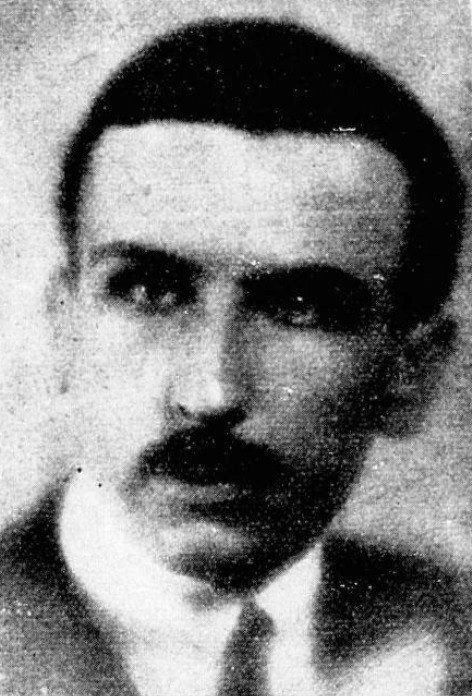
Philippe Barrès

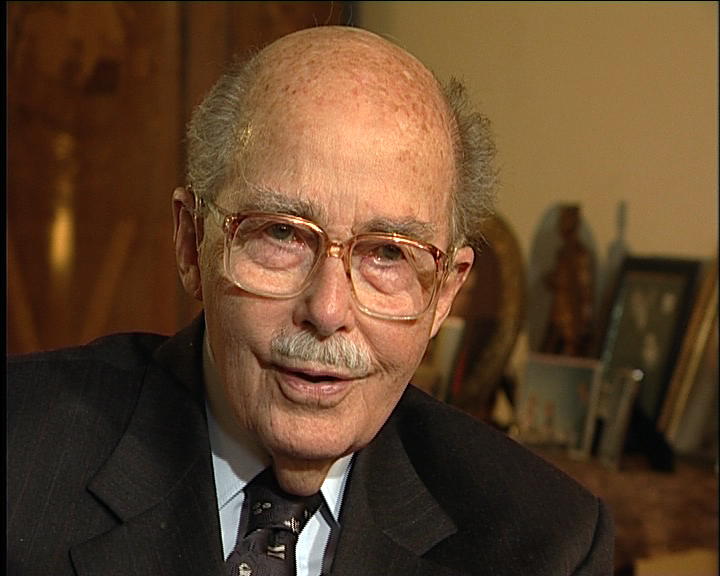
Otto de Habsbourg-Lorraine.

- Des grattoirs et objets en silex sont découverts dans une grotte du bois de Chenal près de Dogneville.
- Fondation des  Amis du musée départemental d'art ancien et contemporain (AMDAAC), société savante à Epinal[2].
- 1 janvier : création, à Toul quartier Thouvenot et caserne Marceau à Écrouves, du 15e bataillon du Génie de l‘Air à partir d'éléments du 11e bataillon du Génie de Libourne.
- Sont élus députés de Meurthe-et-Moselle : Philippe Barrès :  il est élu sous l'étiquette du RPF et s'intéresse essentiellement aux questions extérieures; Jean Crouzier, Républicains Indépendants; Maurice_Kriegel-Valrimont, réélu, Parti communiste français et Louis Marin
- Sont élus députés de la Moselle : René Peltre, siège jusqu'au 1er décembre 1955; Alfred Krieger - RPF; Raymond Mondon - RPF; Pierre Muller - PCF; René Peltre - CNIP; Joseph Schaff - MRP; Robert Schuman - MRP et Jules Thiriet - RPF.
- Sont élus députés des Vosges : Maurice Lemaire; Charles Guthmüller; André Garnier; André Barbier et Jacques Ducreux (décédé en février 1952) puis Georges Gaillemin (élu au second tour le 6 avril 1952).
- 10 mai : l'archiduc Otto de Habsbourg-Lorraine fait bénir à Nancy son mariage avec la princesse Regina de Saxe-Meiningen. Le couple aurait souhaité se marier à Mariazell mais à l'époque, les Habsbourg sont toujours frappés par la loi d'exil. Une copie de la Mariazell Gnadenmutter orne l'autel des Cordeliers lors de la cérémonie[3].
- Août : Andrée Hulo est élue Reine de la mirabelle[4]
- 17 et 18 août : apparitions mariales à Dugny-sur-Meuse[5].
- 1 octobre : Le 15e BGA devient le 15e Régiment du Génie de l'Air.
- Décembre : Le 7412th Support Squadron est activé à Toul-Rosières pour la coordination des travaux de construction de la nouvelle base aérienne.

## Naissances

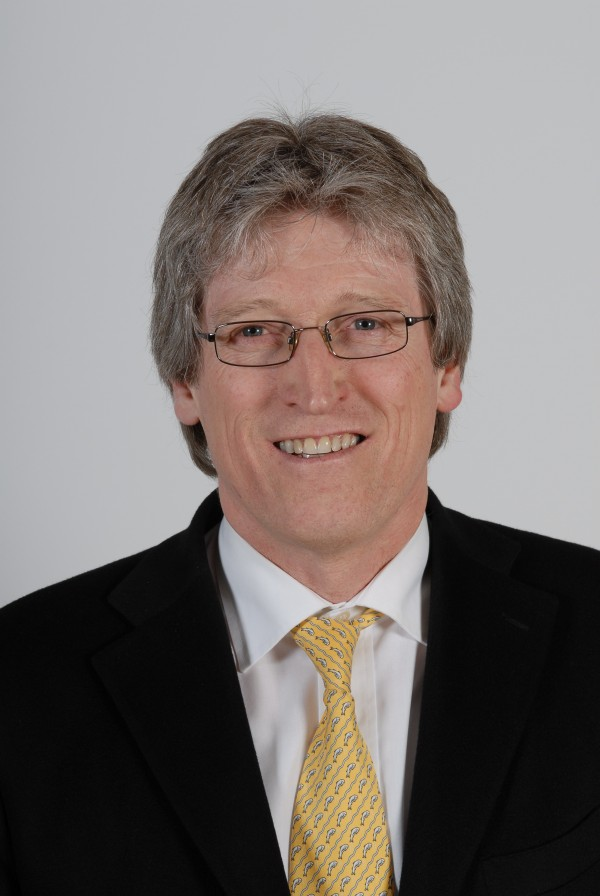
Céleste Lett

- 10 janvier à Nancy : Nicolas Philibert, réalisateur français de films documentaires.
- 6 février à Pont-à-Mousson : Anne Villemin Sicherman, écrivain français. Elle est l'auteur d'une série de romans policiers historiques dont l'intrigue se déroule essentiellement à Metz, à la fin du XVIIIe siècle.
- 12 mars à Épinal : Denis Montebello, écrivain français .
- 14 mars à Cocheren : Gabriel Kopp, de son vrai nom Gabriel Eugène Kopp, écrivain français de science-fiction humoristique et de poésie.
- 29 avril à Creutzwald : Marie-Jo Zimmermann, femme politique française.
- 7 mai à Sarreguemines : Céleste Lett, homme politique français. Il fait partie du groupe Union pour un Mouvement Populaire UMP.
- 17 mai à Moyeuvre-Grande : Humbert Furgoni, dirigeant sportif français.
- 24 juin à Metz : Pierre Mouterde, auteur et essayiste québécois[6]. Professeur de philosophie au Cégep Limoilou de 1975 à 2011, membre fondateur de Québec solidaire via l'Union des forces progressistes, il est notamment à l'origine de la revue À bâbord! et du média alternatif Presse-toi à gauche[7]. Également sociologue, spécialisé dans l'étude des mouvements sociaux en Amérique latine, et journaliste indépendant, il explore les potentiels émancipateurs de l'action politique de gauche ainsi que ses défis contemporains en écrivant entre autres pour Le Devoir, La Presse, Le Soleil, Politis et Relations[8].
- 11 juillet à Jarville-la-Malgrange : Patrick Bernhard (parfois orthographié Bernhardt), footballeur français évoluant comme gardien de but dans les années 1970, et reconverti entraîneur.
- 28 juillet à Talange : Francis Piasecki, footballeur français, mort le 6 mars 2018 à Strasbourg[9],[10]. Il a été milieu de terrain au Racing Club de Strasbourg
- 30 juillet à Tucquegnieux : Jean-Marc Volta, clarinettiste français, spécialiste de clarinette basse et photographe.
- 29 août à Épinal : Jacques Charron (ou Jacky Charron), footballeur français. Il a évolué au poste de défenseur dans les années 1970.
- 4 septembre à Metz : Jean Luc Tartarin, photographe français.
- 16 septembre à Saint-Max : Jean-Paul Chenevotot, footballeur français.
- 21 octobre à Villerupt : François Caillat, réalisateur français. Il est aussi l'auteur d'un roman La vraie vie de Cécile G. (2021, éd.Gallimard)[11],[12].
- 30 octobre à Stenay : Anny Poursinoff, infirmière et femme politique française. Ancienne conseillère régionale d'Île-de-France, elle est députée de la 10e circonscription des Yvelines de 2010 à 2012.
- 15 novembre au Ban-Saint-Martin : Victor Zvunka, footballeur international français reconverti entraîneur.
- 23 novembre à Guenviller : Francis Fèvre, historien français, spécialiste des sociétés antiques du Moyen-Orient, en particulier l'Égypte et Byzance. Il est aussi romancier. Il a enseigné l'histoire à l'institut universitaire de formation des maîtres de Grenoble ; enseignant pendant vingt ans en lycée et collège expérimental, il participe à des recherches sur l'apprentissage des élèves et la remédiation à l'échec scolaire. Dans ce cadre, il est l'auteur de divers ouvrages et guides pédagogiques (voir la bibliographie).
- 18 décembre à Sarreguemines : Robert Spieler, journaliste et homme politique français.
- 24 décembre à Nancy : Yanick Paternotte , homme politique français,  membre de l'UMP.

## Décès

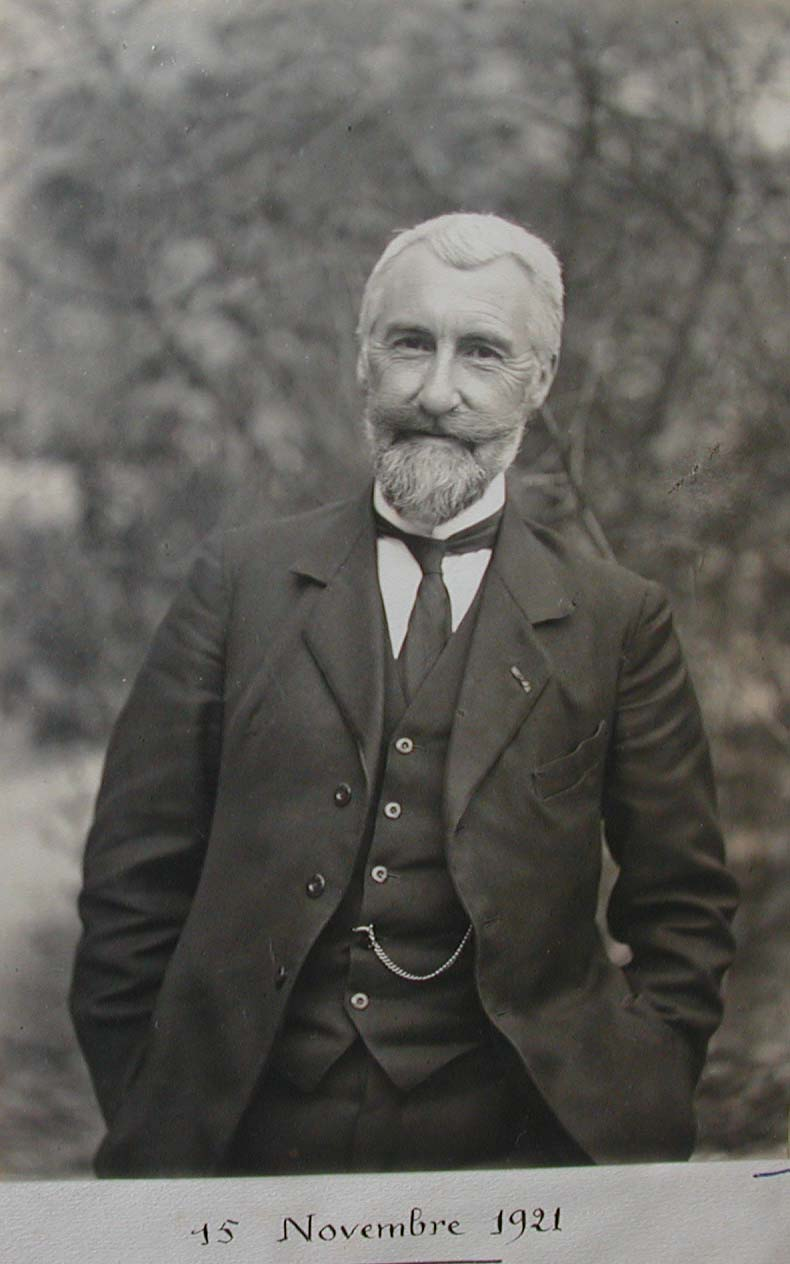
Lucien Cuénot

- Jules Criqui, né à Nancy en 1883 - mort en 1951, est un architecte diplômé de l'École des beaux-arts de Nancy et de l'École nationale supérieure des beaux-arts de Paris.
- 7 janvier : Lucien Cuénot (Lucien Claude Marie Julien Cuénot), né le 21 octobre 1866 à Paris 17e[13],  biologiste et généticien français, théoricien de l'évolution.
- 28 janvier à Nancy : Marie Prouvé[14], née Marie Amélie Charlotte Duhamel le 17 juillet 1879 à Brentford[15] , artisane, muse et gestionnaire de l'École de Nancy auprès de son mari, Victor Prouvé.
- 7 mars : Louis Colson, né à Toul le 27 octobre 1875 , général et homme politique français.
- 2 novembre à Nancy : Marie Joseph Louis Henri Noetinger, né le 20 juin 1890 à Marseille, général de division (Artillerie) de l'armée française, Commandeur de la Légion d'honneur[16].
- 30 décembre à Rupt-aux-Nonains : Louis Best (né le 6 juillet 1879 à Rupt-aux-Nonains), sous-officier français de la Première Guerre mondiale.